# Ceroxys connexa
Ceroxys connexa är en tvåvingeart som först beskrevs av Becker 1907.  Ceroxys connexa ingår i släktet Ceroxys och familjen fläckflugor. Inga underarter finns listade i Catalogue of Life.